# Пјано Аластре (Трапани)
Пјано Аластре је насеље у Италији у округу Трапани, региону Сицилија.
Према процени из 2011. у насељу је живело 41 становника. Насеље се налази на надморској висини од 206 м.